# نويل ك. تايلور
نويل ك. تايلور (بالإنجليزية: Noel C. Taylor)‏ هو سياسي أمريكي، ولد في 15 يوليو 1924 في الولايات المتحدة، وتوفي في 29 أكتوبر 1999 في روانوك في الولايات المتحدة. حزبياً، نشط في الحزب الجمهوري.